# تینکینگ الکترونیک
تینکینگ الکترونیک (انگلیسی: Thinking Electronic) شرکت الکترونیک تایوانی است، که در سال ۱۹۷۹ تأسیس شد.